# 398 (tal)
398 är det naturliga talet som följer 397 och som följs av 399.

## Inom vetenskapen
- 398 Admete, en asteroid.

## Inom matematiken
- 398 är ett jämnt tal
- 398 är ett sammansatt tal
- 398 är ett defekt tal